# Amelia Dyer
Amelia Dyer z d. Hobley (ur. w 1838 w Bristolu, zm. 10 czerwca 1896 w Newgate) – brytyjska seryjna morderczyni. Szacuje się, że zamordowała około 400 dzieci.

## Życiorys
Amelia Dyer urodziła się jako córka szewca. Była z wykształcenia położną i pielęgniarką. W połowie 1860 zaczęła pomagać kobietom pozbywać się niechcianych dzieci. W 1879 została skazana na sześć miesięcy ciężkich robót za nieumyślne spowodowanie śmierci dziecka.
4 kwietnia 1896 została aresztowana przez policję za morderstwo. Śledczy odkryli ciała sześciorga zamordowanych dzieci. Jej proces rozpoczął się 22 maja 1896. Obrońcy próbowali udowodnić jej niepoczytalność, lecz bez skutku. Została skazana na karę śmierci, którą wykonano przez powieszenie 10 czerwca 1896.